# 蔡鸿生 (1933年)
蔡鸿生（1933年4月—2021年2月15日），男，广东澄海人，中国历史学家，曾任中山大学历史系教授，宗教文化研究所所长。